# ماجد راشد
ماجد راشد (انگلیسی: Majed Rashed؛ زادهٔ ۱۶ مهٔ ۲۰۰۰) یک بازیکن فوتبال است.